# Ambassade de France aux Émirats arabes unis
L'ambassade de France aux Émirats arabes unis est la représentation diplomatique de la République française auprès de l'État des Émirats arabes unis. Elle est située à Abou Dabi, la capitale du pays, et son ambassadeur est, depuis 2022, Nicolas Niemtchinow.

## Ambassade
Avant 2013, l'ambassade était située à l'angle des rues Delma et Al Nahyan, dans le quartier Manasir, à Abou Dabi. Elle accueille aussi le consulat général de France.
Depuis cette date, l'ambassade de France aux Émirats arabes unis est située au 22e étage de la tour 3 des Etihad Towers à Abou Dabi, en face de l'hôtel Emirates Palace, au croisement de la Corniche W Street et de la 34e rue.

## Ambassadeurs de France aux Émirats arabes unis
| De   | À    | Ambassadeur               |
| ---- | ---- | ------------------------- |
| 1972 | 1974 | Paul Carton               |
| 1974 | 1977 | Paul Martin               |
| 1977 | 1981 | Jean-Claude Guisset       |
| 1981 | 1985 | Jean Honnorat             |
| 1985 | 1987 | Charles Crettien          |
| 1987 | 1991 | Hubert Colin de Verdière  |
| 1991 | 1994 | Bernard Poletti           |
| 1994 | 1997 | Jean-Paul Barré           |
| 1997 | 2001 | Jean-François Thibault    |
| 2001 | 2005 | François Gouyette         |
| 2005 | 2008 | Patrice Paoli             |
| 2008 | 2013 | Alain Azouaou             |
| 2013 | 2017 | Michel Miraillet          |
| 2017 | 2020 | Ludovic Pouille           |
| 2020 | 2022 | Xavier Chatel de Brancion |
| 2022 | auj. | Nicolas Niemtchinow       |

## Consulats
Outre celui d'Abou Dabi, il existe un autre consulat général de France aux Émirats arabes unis, basé à Dubaï, dans la tour Al Habtoor.

### Communauté française
Au 31 décembre 2016, 22 502 Français sont inscrits sur les registres consulaires aux Émirats arabes unis. Au 31 décembre 2011, les 14 352 inscrits étaient ainsi répartis entre les deux circonscriptions : Abou Dabi 9 941 • Dubaï 4 411.
| 2001  | 2002  | 2003  | 2004  |
| ----- | ----- | ----- | ----- |
| 4 776 | 5 131 | 5 387 | 5 591 |

| 2005  | 2006  | 2007  | 2008  |
| ----- | ----- | ----- | ----- |
| 6 790 | 8 045 | 8 497 | 9 858 |

| 2009   | 2010   | 2011   | 2012   |
| ------ | ------ | ------ | ------ |
| 11 187 | 12 453 | 14 352 | 15 536 |

| 2013   | 2014   | 2015   | 2016   |
| ------ | ------ | ------ | ------ |
| 17 371 | 19 324 | 20 638 | 22 502 |

### Circonscriptions électorales
Depuis la loi du 22 juillet 2013 réformant la représentation des Français établis hors de France avec la mise en place de conseils consulaires au sein des missions diplomatiques, les ressortissants français d'une circonscription recouvrant les Émirats arabes unis et Oman élisent pour six ans cinq conseillers consulaires. Ces derniers ont trois rôles : 
1. ils sont des élus de proximité pour les Français de l'étranger ;
2. ils appartiennent à l'une des quinze circonscriptions qui élisent en leur sein les membres de l'Assemblée des Français de l'étranger ;
3. ils intègrent le collège électoral qui élit les sénateurs représentant les Français établis hors de France.

Pour l'élection à l'Assemblée des Français de l'étranger, les Émirats arabes unis appartenaient jusqu'en 2014 à la circonscription électorale d'Abou Dabi, comprenant aussi l'Arabie saoudite, le Bahreïn, le Koweït, Oman, le Qatar et le Yémen, et désignant trois sièges. Les Émirats arabes unis appartiennent désormais à la circonscription électorale « Asie centrale et Moyen-Orient » dont le chef-lieu est Dubaï et qui désigne quatre de ses 23 conseillers consulaires pour siéger parmi les 90 membres de l'Assemblée des Français de l'étranger.
Pour l'élection des députés des Français de l’étranger, les Émirats arabes unis dépendent de la 10e circonscription.